# O store Gud, i hwilken allt sig rörer
O store Gud, i hwilken allt sig rörer är en psalmtext med sexton 4-radiga verser av Gerhard Tersteegen.

## Publicerad i
- Syréens Sångbok, som nr. 6, 1843.
- Lilla Kempis,  Andeliga sånger nr. 12, 1876.